# Haus Suchier

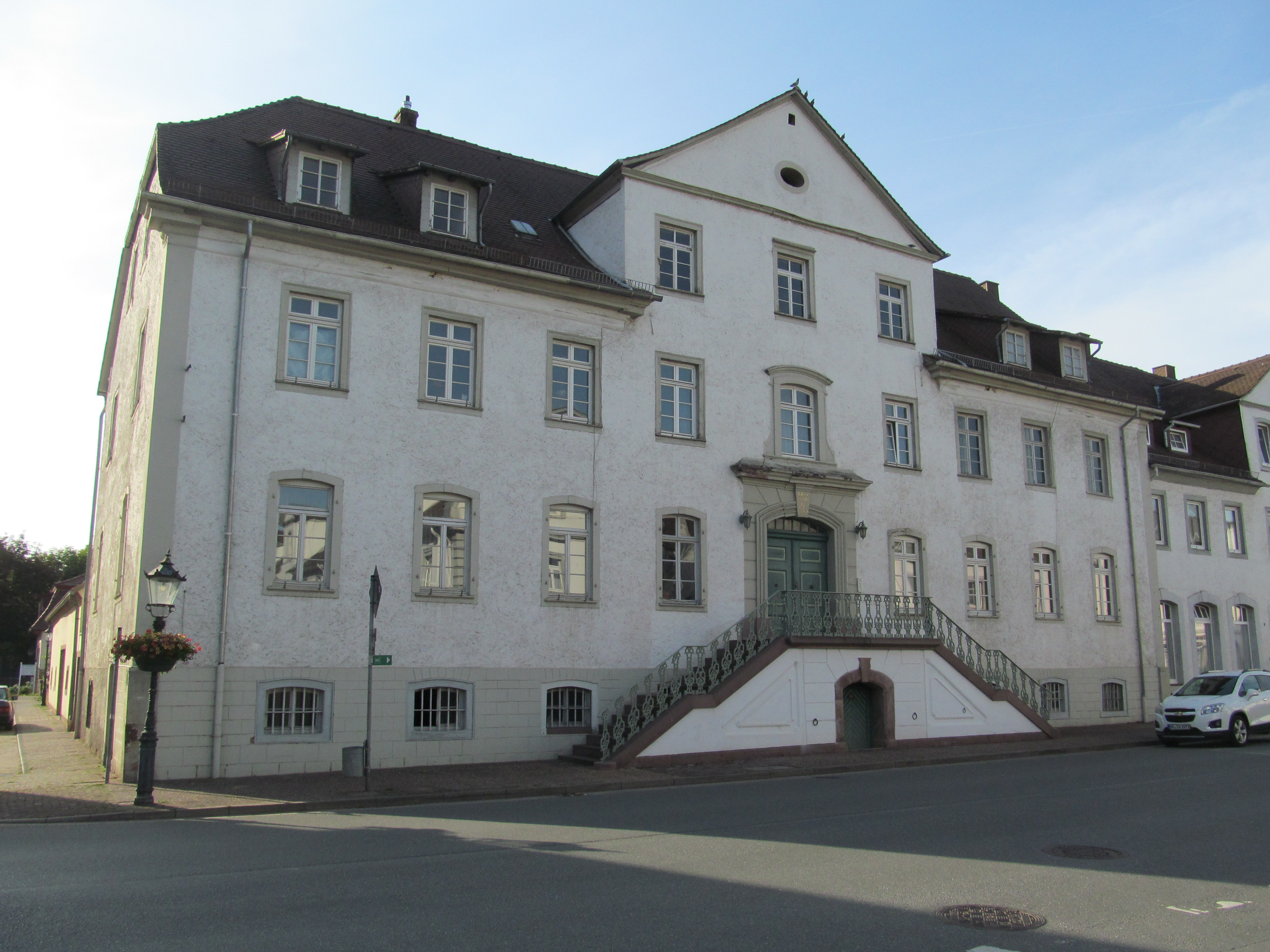
Haus Suchier in Bad Karlshafen

Das Haus Suchier in Bad Karlshafen, einer Kurstadt im Landkreis Kassel in Nordhessen, wurde 1765 errichtet. Das ehemalige Wohnhaus an der Weserstraße 7 Ecke Gerbergasse ist ein geschütztes Kulturdenkmal.
Das Haus der Hugenottenfamilie Suchier ist ein zweigeschossiger Massivbau auf hohem Sockel. Die neunachsige Fassade wird durch rustizierte Lisenen gegliedert. Das dreiachsige Zwerchhaus ist an der Giebelseite abgewalmt. Zum Portal mit Einfassung und Abdeckgesims führt eine zweiläufige Freitreppe.  
Hinter dem Wohnhaus ist das ehemalige Lagerhaus erhalten.